# Methylsulfat
Methylsulfat ist der Mono-Ethylester der Schwefelsäure mit der Summenformel CH4O4S.

## Gewinnung und Darstellung
1993 wurde entdeckt, dass Quecksilberverbindungen die Reaktion von Methan zu Methylsulfat in konzentrierter Schwefelsäure katalysieren, wobei sowohl eine hohe Selektivität als auch hohe Ausbeuten erzielt werden.
Fünf Jahre später wurden Platinkomplexe entdeckt, die eine Umsetzung von Methan mit Schwefeltrioxid und Sauerstoff zu Methylsulfat ermöglichen:
{\displaystyle {\ce {2 CH4 + 2 SO3 + O2 -> 2 (CH3)HSO4}}}
Diese Entdeckung wies auf die Möglichkeit hin, auch Methan als Hauptkomponente von Erdgas in Methanol umzuwandeln.
Methylsulfat entsteht daneben als Zwischenprodukt bei der Hydrolyse von Dimethylsulfat neben Methanol:
{\displaystyle {\ce {(CH_3O)_2SO_2 + H2O -> (CH3)HSO4 + CH3OH}}}

## Verwendung
Die konjugierte Base von Methylsulfat wird als Gegenion bei der Herstellung einiger Arzneimittel genutzt.